# Dasychira kibarae
Dasychira kibarae är en fjärilsart som beskrevs av Matsumura 1927. Dasychira kibarae ingår i släktet Dasychira och familjen tofsspinnare. Inga underarter finns listade i Catalogue of Life.